# Wouter Crabeth (młodszy)
Wouter Pietersz. Crabeth (młodszy) (ur. 1594 w Goudzie, poch. 18 czerwca 1644 tamże) – holenderski malarz okresu baroku, caravaggionista.

## Życiorys
Uczył się u amsterdamskiego portrecisty Cornelisa Ketela.
Około 1615 wyjechał przez Francję do Włoch. W Rzymie mieszkał z Leonaertem Bramerem. Tam z kolegami założył w 1623 stowarzyszenie malarzy Bentvueghels, przybierając pseudonim „Almanac”. Po powrocie do rodzinnego miasta został w 1626 członkiem gwardii cywilnej.
W Rzymie przebywał w kręgu naśladowców Caravaggia. Kontaktował się m.in. z Dirckiem van Baburenem. Malował przede wszystkim sceny religijne i rodzajowe.

## Wybrane dzieła
- Chrystus wśród uczonych w Piśmie – Wiedeń, Kunsthistorisches Museum
- Gra w karty – Warszawa, Muzeum Narodowe
- Niewierny Tomasz – Gouda, Museum Catharina Gasthuis
- Pokłon Trzech Króli (1631) – Gouda, Museum Catharina Gasthuis
- Portret grupowy kompanii św. Jerzego (1644) – Gouda, Museum Catharina Gasthuis
- Wniebowzięcie Marii (1628) – Gouda, Museum Catharina Gasthuis

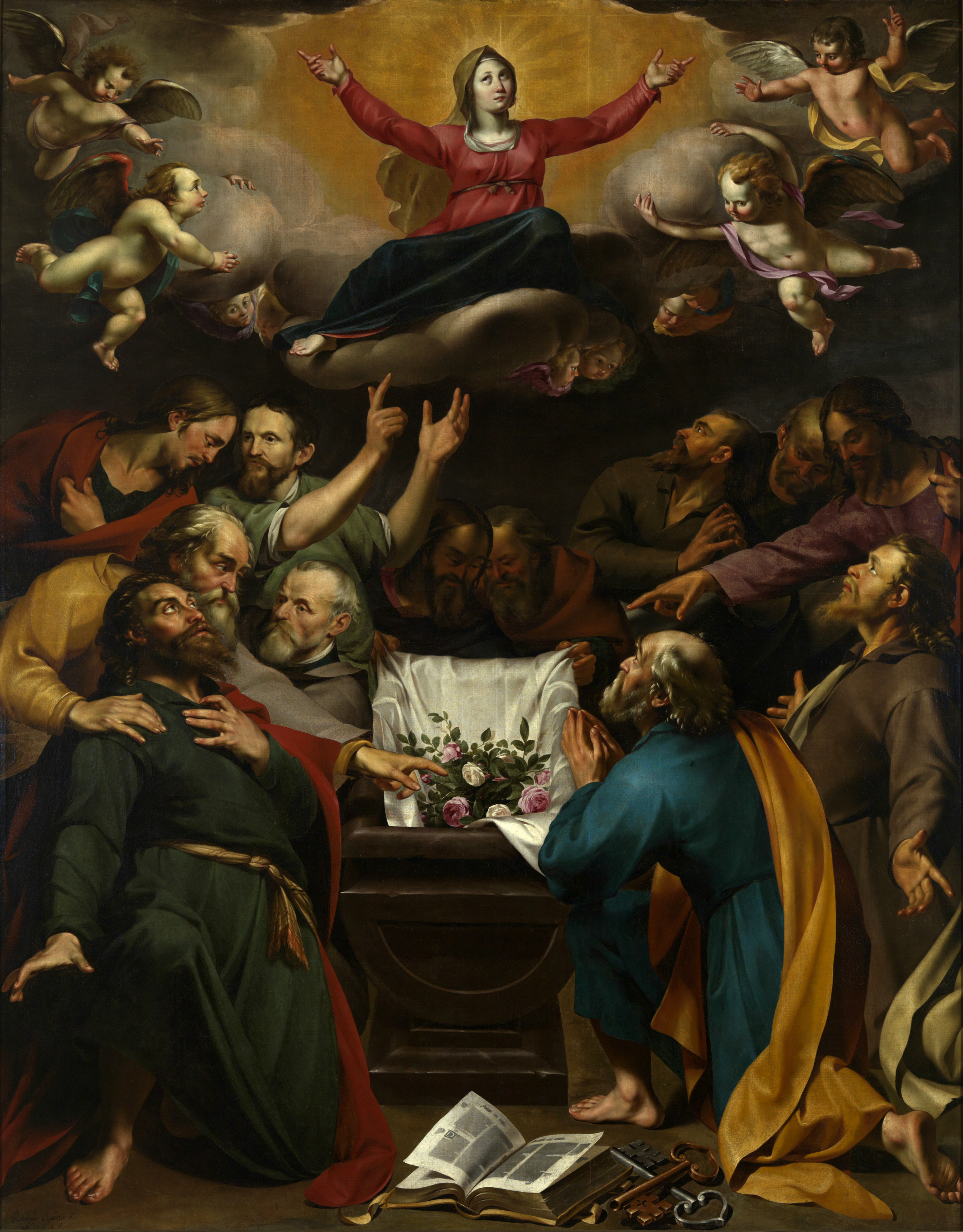
Wouter Crabeth, Wniebowzięcie Marii (1628)